# Казармы Собственного Его Императорского Величества конвоя
Казармы Собственного Его Императорского Величества конвоя — комплекс исторических зданий в Пушкине. Построены в 1915—1916 гг. Выявленный объект культурного наследия. Расположены на Академическом проспекте, дома 31 и 33, в пределах границ Александровского парка. В некоторых источниках указывается адрес Академический проспект, дом 23, а также официальный адрес Санкт-Петербургского государственного аграрного университета, который занимает эти здания — Петербургское шоссе, дом 2.

## История
Собственный Его Императорского Величества Конвой был частично переведён в Царское Село из Санкт-Петербурга в 1858 году и расквартирован в частных домах в Софии. Когда Николай II постоянно поселился в Царском Селе, личная охрана, включавшая и Конвой, была полностью переведена в город, и для Конвоя поначалу в 1895 году были сооружены деревянные казармы-бараки. Новые кирпичные казармы были заложены в 1914 году, они строились по проекту архитектора В. Н. Максимова. В комплексе присутствовали жилые казармы, конюшни, помещения административного, учебного, складского назначения. К 1916 году было возведено два здания из запланированного комплекса. Дальнейшее строительство прервала Октябрьская революция, и передние корпуса комплекса так и не были никогда построены.
После революции здания передали в пользование Институту молочного животноводства, позднее называвшемуся Ленинградским сельскохозяйственным институтом, ныне СПбГАУ. Сильно повреждённые во время Великой Отечественной войны здания были в 1954—1957 гг. восстановлены с упрощениями декора под руководством архитектора Л. Я. Ротинова. Перед зданием в 1962 году установлен памятник В. В. Докучаеву работы скульптора И. В. Крестовского. Ныне в зданиях продолжают размещаться учебные корпуса 2 и 2а СПбГАУ.

## Архитектура
Комплекс возведён в неорусском стиле, как и ряд окружающих зданий (Феодоровский собор, Феодоровский городок, Ратная палата и др.) Он украшен многочисленными башнями наподобие древнерусских крепостей, шатры которых венчают флюгеры с изображениями Георгия Победоносца и воина с луком. Сложная форма зданий вписана в ландшафт Александровского парка. Детали зданий чрезвычайно разнообразны: окна арочные, прямоугольные, вытянутые и квадратные сдвоенные, с разной формы наличниками, сандриками — как рельефными, так и утопленными в стене. Интересен фасад северного корпуса с арочной подъездной галереей на бочкообразных пилонах и богатыми наличниками. Казармы имеют два внутренних двора, в них ведут пять проездов через арки, которые разделяют помещения, предназначенные для разных сотен конвоя.